# Lutin mystérieux
Erora laeta
Espèce
Le Lutin mystérieux (Erora laeta)  est une espèce d'insectes lépidoptères de la famille des Lycaenidae, de la sous-famille des Theclinae, du genre Erora.

## Dénomination
Erora laeta a été décrit par William Henry Edwards en 1862 sous le nom initial de Thecla laeta.

### Noms vernaculaires
Le Lutin mystérieux se nomme en anglais Early Hairstreak .

## Description
Le Lutin mystérieux est un papillon d'une envergure de 21 mm à 24 mm, sans queue, au dessus bleu bordé de noir, plus chez le mâle que chez la femelle.
Le revers est bleu turquoise orné d'une marge orange et d'une double ligne irrégulière de marques orange,.

### Chenille
La chenille est vert jaunâtre marquée de rouge.

## Biologie

### Période de vol
Il vole en une seule génération dans la partie a plus au nord de sa zone de répartition, deux générations dans le nord, trois dans le sud, entre avril et septembre,.

### Plantes hôtes
Les plantes hôtes de sa chenille sont Fagus grandifolia etCorylus cornuta.

## Écologie et distribution
Le Lutin mystérieux est présent en Amérique du Nord dans les Appalaches. Au Canada il est très présent sur une étroite bande en Ontario, au Québec et dans le sud de la Nouvelle-Écosse.
Aux États-Unis il est présent du Nouveau-Brunswick au nord de la Caroline du Sud et de la Géorgie et dans un isolat au Michigan.

### Biotope
Il réside dans les forêts de hêtres.

### Protection
Pas de statut de protection particulier.

### Liens taxonomiques
- (en) Tree of Life Web Project : Erora laeta
- (fr + en) ITIS : Erora laeta  (W. H. Edwards, 1862)

### Première publication
- (en) WH Edwards, Description of certain species of Diurnal Lepidoptera found within the limits of the United States and British America, Proceedings of the Academy of Natural Sciences of Philadelphia 14(1/2): 54, 55-56 Texte complet